# Lee Min-hee
Lee Min-hee född den 4 februari 1980, är en sydkoreansk handbollsspelare.
Hon tog OS-brons i damernas turnering i samband med de olympiska handbollstävlingarna 2008 i Peking.